# بوتشيوم (ياش)

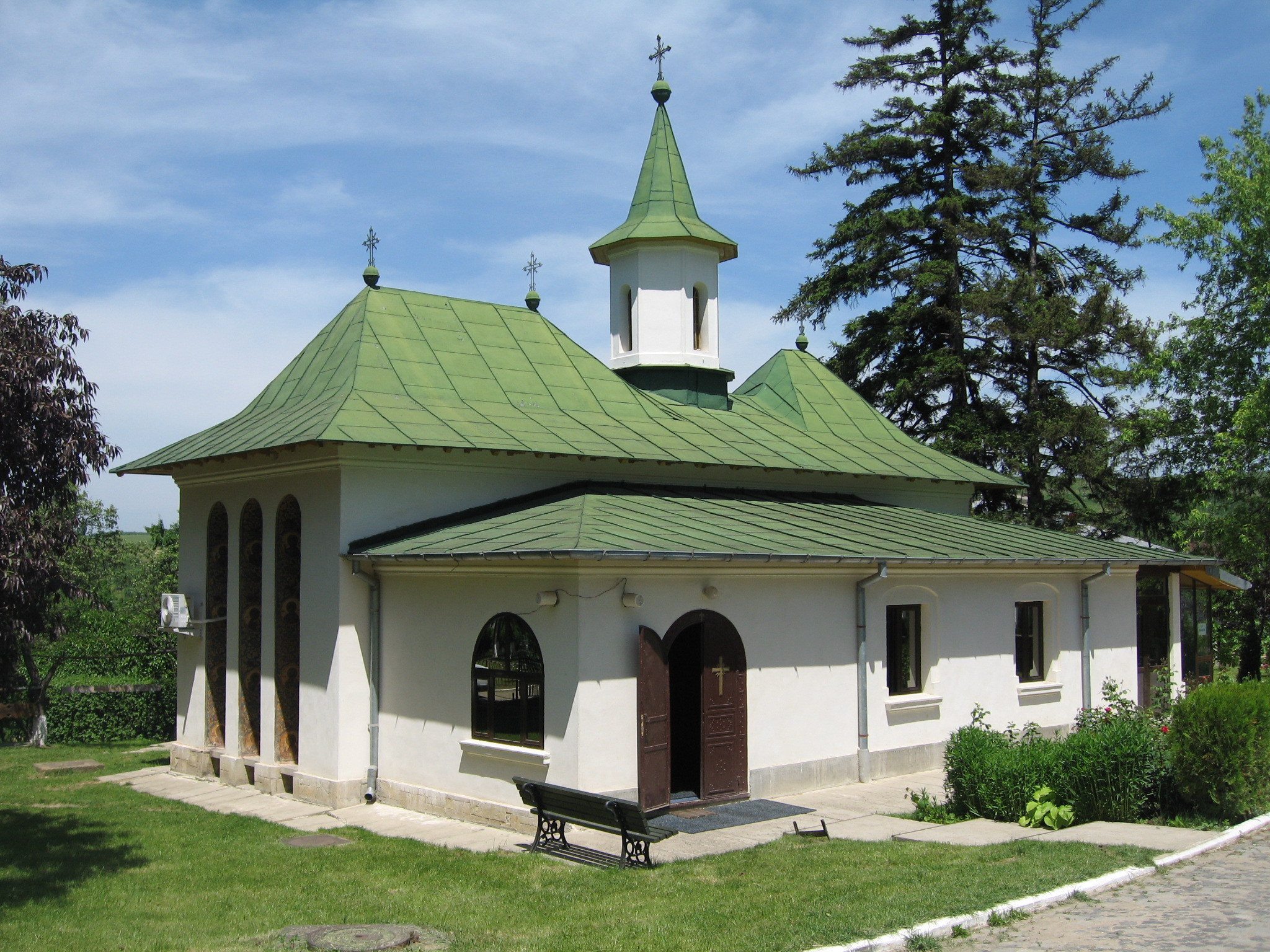
كنيسة بوتشيوم.

بوتشيوم، ياش هو حي يقع على مخرج من مدينة ياش في رومانيا. ويوجد في الحي كنيسة بوتشيوم.

## وصلات خارجية
- 18 نوفمبر 2011 خارطة بوتشيوم